# Ferdinand Kiefler
Ferdinand Kiefler (Viena, 4 de agosto de 1913 - 13 de janeiro de 1945) foi um handebolista de campo austríaco, medalhista olímpico.
Fez parte do elenco vice-campeão olímpico de handebol de campo nas Olimpíadas de Berlim de 1936, atuando em quatro partidas.